# Campeonato Piauiense Segunda Divisão 2023
In 2023 werd het negentiende Campeonato Piauiense Segunda Divisão gespeeld voor voetbalclubs uit de Braziliaanse staat Piauí. De competitie werd georganiseerd door de FFP en werd gespeeld van 23 september tot 21 oktober. Oeirense werd kampioen.

## Eerste fase
| Plaats | Club     | Wed. | W | G | V | Saldo | Ptn. |
| ------ | -------- | ---- | - | - | - | ----- | ---- |
| 1.     | Picos    | 6    | 4 | 2 | 0 | 8:3   | 14   |
| 2.     | Oeirense | 6    | 3 | 2 | 1 | 6:4   | 11   |
| 3.     | Flamengo | 6    | 1 | 2 | 3 | 6:8   | 5    |
| 4.     | Piauí    | 6    | 1 | 0 | 5 | 3:8   | 3    |

|  | Geplaatst voor finale |

## Finale
|                  |       |              |          |                                                                   |
| 21 oktober 16:00 | Picos | 0 – 1        | Oeirense | Helvídio Nunes, Picos Scheidsrechter: Antonio Dib Moraes de Sousa |
| 21 oktober 16:00 |       | 45+1' Cássio |          | Helvídio Nunes, Picos Scheidsrechter: Antonio Dib Moraes de Sousa |

## Totaalstand
| Plaats | Club     | Wed. | W | G | V | Saldo | Ptn. |
| ------ | -------- | ---- | - | - | - | ----- | ---- |
| 1.     | Oeirense | 7    | 4 | 2 | 1 | 7:4   | 14   |
| 2.     | Picos    | 7    | 4 | 3 | 0 | 8:4   | 14   |
| 3.     | Flamengo | 6    | 1 | 2 | 3 | 6:8   | 5    |
| 4.     | Piauí    | 6    | 1 | 0 | 5 | 3:8   | 3    |

|  | Kampioen, promotie naar Série A 2024     |
|  | Vicekampioen, promotie naar Série A 2024 |
|  | Uitgeschakeld na eerste fase             |

### Kampioen
| Campeonato Piauiense de 2023 - Segunda Divisão |
| Piaui                                          |
| ---------------------------------------------- |
| OEIRENSE Kampioen (2° titel)                   |

1957 · 1958-1960 · 1961 · 1962 · 1963 · 1964 · 1965 · 1966 · 1967 · 1968-1977 · 1978 · 1979-2002 · 2003 · 2004 · 2005 · 2006 · 2007 · 2008-2014 · 2015 · 2016 · 2017 · 2018 · 2019 · 2020 · 2021 · 2022  · 2023  · 2024